# Olympische Sommerspiele 1964/Teilnehmer (Malaysia)
| Gelbes Symbol für Goldmedaillen mit stilisierten Olympischen Ringen | Graues Symbol für Silbermedaillen mit stilisierten Olympischen Ringen | Braundes Symbol für Bronzemedaillen mit stilisierten Olympischen Ringen |
| ------------------------------------------------------------------- | --------------------------------------------------------------------- | ----------------------------------------------------------------------- |
| —                                                                   | —                                                                     | —                                                                       |

Malaysia nahm an den Olympischen Sommerspielen 1964 in Montreal mit einer Delegation von 61 Athleten (57 Männer und 4 Frauen) an 48 Wettkämpfen in zehn Sportarten teil. Ein Medaillengewinn gelang keinem der Athleten. Der Leichtathlet Kuda Ditta war Fahnenträger bei der Eröffnungsfeier.

## Teilnehmer nach Sportarten

### Boxen
- Jumaat Ibrahim
Fliegengewicht: in der 1. Runde ausgeschieden

### Fechten
- Ronnie Theseira
Florett: in der 1. Runde ausgeschieden
Degen: in der 1. Runde ausgeschieden
Säbel: in der 1. Runde ausgeschieden

### Gewichtheben
- Chua Phung Kim
Bantamgewicht: 17. Platz

- Chung Kum Weng
Federgewicht: 10. Platz

- Boo Kim Siang
Leichtgewicht: 19. Platz

- Tiger Tan
Mittelgewicht: 11. Platz

- Lim Hiang Kok
Halbschwergewicht: ohne gültigen Versuch

- Leong Chim Seong
Mittelschwergewicht: ohne gültigen Versuch

### Hockey
- 9. Platz
Rajaratnam Yogeswaran
Lawrence Van Huizen
Tara Singh Sindhu
Ranjit Singh Gurdit
Manikam Shanmuganathan
Arumugam Sabapathy
Chelliah Paramalingam
Douglas Nonis
Doraisamy Munusamy
Koh Hock Seng
Ho Koh Chye
Michael Arulraj
Kandiah Anandarajah
Kunaratnam Alagaratnam

### Judo
- Kanapathy Moorthy
Mittelgewicht: im Achtelfinale ausgeschieden

### Leichtathletik
Männer
- Mani Jegathesan
100 m: im Viertelfinale ausgeschieden
200 m: im Halbfinale ausgeschieden
4-mal-400-Meter-Staffel: im Vorlauf ausgeschieden

- Ramasamy Subramaniam
800 m: im Vorlauf ausgeschieden
1500 m: im Vorlauf ausgeschieden

- Kuda Ditta
110 m Hürden: im Vorlauf ausgeschieden

- Karu Selvaratnam
400 m Hürden: im Vorlauf ausgeschieden
4-mal-400-Meter-Staffel: im Vorlauf ausgeschieden

- Dilbagh Singh Kler
3000 m Hindernis: im Vorlauf ausgeschieden

- Mohamed bin Abdul Rahman
4-mal-400-Meter-Staffel: im Vorlauf ausgeschieden

- Victor Asirvatham
4-mal-400-Meter-Staffel: im Vorlauf ausgeschieden

- Nashatar Singh Sidhu
Speerwurf: 25. Platz

Frauen
- Mary Rajamani
400 m: im Vorlauf ausgeschieden

### Radsport
- Stephen Lim
Straßenrennen: 72. Platz

- Michael Andrew
Straßenrennen: Rennen nicht beendet

- Hamid Supaat
Straßenrennen: Rennen nicht beendet

- Zain Safar-ud-Din
Straßenrennen: Rennen nicht beendet

- Tjow Choon Boon
Straße Mannschaftszeitfahren: 32. Platz
Bahn 4000 m Einerverfolgung: im Vorlauf ausgeschieden

- Ng Joo Pong
Straße Mannschaftszeitfahren: 32. Platz
Bahn 1000 m Zeitfahren: 24. Platz
Bahn 4000 m Mannschaftsverfolgung: im Vorlauf ausgeschieden

- Choy Mow Thim
Straße Mannschaftszeitfahren: 32. Platz
Bahn 4000 m Mannschaftsverfolgung: im Vorlauf ausgeschieden

- Arulraj Rosli
Straße Mannschaftszeitfahren: 32. Platz
Bahn 4000 m Mannschaftsverfolgung: im Vorlauf ausgeschieden

- Kamsari Salam
Bahn 4000 m Mannschaftsverfolgung: im Vorlauf ausgeschieden

### Ringen
- Liang Soon Hin
Fliegengewicht, Freistil: in der 2. Runde ausgeschieden

- Tham Kook Chin
Leichtgewicht, Freistil: in der 2. Runde ausgeschieden

### Schießen
- Loh Ah Chee
Schnellfeuerpistole 25 m: 52. Platz

- Kok Kum Woh
Freie Pistole 50 m: 49. Platz

- Wong Foo Wah
Kleinkalibergewehr Dreistellungskampf 50 m: 52. Platz

- Tang Peng Choi
Kleinkalibergewehr liegend 50 m: 53. Platz

- Dennis Filmer
Kleinkalibergewehr liegend 50 m: 66. Platz

- Goh Tai Yong
Trap: 36. Platz

- Yap Pow Thong
Trap: 50. Platz

### Schwimmen
Männer
- Tan Thuan Heng
100 m Freistil: im Vorlauf ausgeschieden
400 m Freistil: im Vorlauf ausgeschieden
1500 m Freistil: im Vorlauf ausgeschieden
4-mal-100-Meter-Lagen-Staffel: im Vorlauf ausgeschieden

- Michael Eu
200 m Rücken: im Vorlauf ausgeschieden
4-mal-100-Meter-Lagen-Staffel: im Vorlauf ausgeschieden

- Cheah Tong Kim
200 m Brust: im Vorlauf ausgeschieden
4-mal-100-Meter-Lagen-Staffel: im Vorlauf ausgeschieden

- Bernard Chan
200 m Schmetterling: im Vorlauf ausgeschieden
4-mal-100-Meter-Lagen-Staffel: im Vorlauf ausgeschieden

Frauen
- Jovina Tseng
100 m Freistil: im Vorlauf ausgeschieden
400 m Freistil: im Vorlauf ausgeschieden
100 m Rücken: im Vorlauf ausgeschieden

- Marny Jolly
200 m Brust: im Vorlauf ausgeschieden

- Molly Jolly
100 m Schmetterling: im Vorlauf ausgeschieden